# 小行星9437
小行星9437（英語：9437）是一颗围绕太阳公转的小行星。1997年3月4日，小林隆男在大泉天文台发现了此天体。
这颗小行星的绝对星等为338.46676等。